# 1962 în film
- 1961 în cinematografie — 1962 în cinematografie — 1963 în cinematografie

## Premiere
- Comoara din Lacul de Argint (film)

## Filmele cu cele mai mari încasări
Filmele cu cele mai mari încasări din 1962 în SUA:
| #   | Titlu                                     | Studio                  | Actori principali                                                     | Încasări    |
| --- | ----------------------------------------- | ----------------------- | --------------------------------------------------------------------- | ----------- |
| 1.  | Lawrence al Arabiei*                      | Columbia                | Peter O'Toole, Omar Sharif, Anthony Quinn, José Ferrer, Alec Guinness | $44.824.144 |
| 2.  | The Longest Day                           | 20th Century Fox        | John Wayne, Henry Fonda, Robert Mitchum, Sean Connery, Richard Burton | $39,100,000 |
| 3.  | In Search of the Castaways                | Disney                  | Hayley Mills, Maurice Chevalier                                       | $21,745,500 |
| 4.  | That Touch of Mink                        | Universal International | Cary Grant, Doris Day                                                 | $17,648,927 |
| 5.  | The Music Man                             | Warner Bros.            | Robert Preston, Shirley Jones, Ron Howard, Buddy Hackett, Paul Ford   | $14,953,846 |
| 6.  | Mutiny on the Bounty                      | MGM                     | Marlon Brando, Trevor Howard, Richard Harris                          | $13,680,000 |
| 7.  | To Kill a Mockingbird                     | Universal International | Gregory Peck, Mary Badham, Phillip Alford, Robert Duvall              | $13,129,846 |
| 8.  | Hatari!                                   | Paramount               | John Wayne, Elsa Martinelli, Red Buttons                              | $12,923,077 |
| 9.  | Gypsy                                     | Warner Bros.            | Rosalind Russell, Natalie Wood, Karl Malden                           | $11,076,923 |
| 10. | Bon Voyage!                               | Disney                  | Fred MacMurray, Jane Wyman, Deborah Walley                            | $11,000,000 |
| 11. | The Manchurian Candidate*                 | United Artists          | Frank Sinatra, Laurence Harvey, Janet Leigh, Angela Lansbury          | $10,474,179 |
| 12. | Lolita                                    | MGM                     | James Mason, Shelley Winters, Sue Lyon, Peter Sellers                 | $9,250,000  |
| 13. | The Interns                               | Columbia                | Michael Callan, Cliff Robertson, Suzy Parker                          | $9,230,769  |
| 14. | What Ever Happened to Baby Jane?          | Warner Bros.            | Bette Davis, Joan Crawford                                            | $9,000,000  |
| 15. | The Wonderful World of the Brothers Grimm | MGM                     | Laurence Harvey, Claire Bloom, Karl Böhm                              | $8,920,615  |
| 16. | Days of Wine and Roses                    | Warner Bros.            | Jack Lemmon, Lee Remick, Charles Bickford                             | $8,123,077  |
| 17. | The Man Who Shot Liberty Valance          | Paramount               | John Wayne, James Stewart, Lee Marvin, Vera Miles                     | $8,000,000  |
| 18. | State Fair                                | 20th Century Fox        | Pat Boone, Bobby Darin, Pamela Tiffin, Ann-Margret                    | $7,000,000  |
| 19. | Taras Bulba                               | United Artists          | Yul Brynner, Tony Curtis                                              | $6,800,000  |
| 20. | The Miracle Worker                        | United Artists          | Anne Bancroft, Patty Duke                                             | $5,000,000  |
| 21. | Girls! Girls! Girls!                      | Paramount               | Elvis Presley, Stella Stevens                                         | $4,775,000  |
| 22. | David and Lisa                            | Continental             | Keir Dullea, Janet Margolin                                           | $4,600,000  |

(*) După relansarea cinematografică

## Premii

### Oscar
- Cel mai bun film:
- Cel mai bun regizor:
- Cel mai bun actor:
- Cea mai bună actriță:
- Cel mai bun film străin:

Articol detaliat: Oscar 1962

### BAFTA
- Cel mai bun film:
- Cel mai bun actor:
- Cea mai bună actriță:
- Cel mai bun film străin: